# George Prodger
Samuel George »Goldie« Prodger, pogosto napačno imenovan Prodgers, kanadski profesionalni hokejist, * 18. februar 1891, London, Ontario, Kanada, † 25. oktober 1935.
Prodger je leta 1912 z ekipo Quebec Bulldogs osvojil Stanleyjev pokal. Leta 1916 mu je to uspelo še s klubom Montreal Canadiens. V ligi NHL je preigral 6 sezon, od tega pet za Hamilton Tigers in eno za Toronto St. Patricks.

## Kariera
Prodger je svoje amatersko obdobje preživel v ekipi London Athletic, ki je nastopalo v mladinski OHA ligi. Pridružil se ji je leta 1908 in nato že v sezoni 1909/10 napredoval do njihove vmesne (»polčlanske«) ekipe. Med profesionalce se je podal v sezoni 1911 z igranjem za OPHL moštvo Waterloo Colts. Ko so Coltsi razpadli, se je Prodger skupaj z Eddiejem Oatmanom in Jackom McDonaldom pridružil moštvu Quebec Bulldogs, ki je tedaj nastopalo v ligi National Hockey Association (NHA). Z Bulldogsi je že v svoji prvi sezoni uspel osvojiti tudi Stanleyjev pokal. Pokal so si najprej priigrali s slavjem v ligi NHA in ga nato še ubranili v seriji best-of-three proti ekipi Moncton Victorias. Prodger se je nato kljub veljavni pogodbi s Quebec Bulldogsi v sezoni 1912/13 pridružil PCHA moštvu Victoria Aristocrats. V Quebec se je nato vrnil naslednjo sezono, ki pa je bila njegova zadnja pri Bulldogsih. V sezoni 1914/15 je namreč že zastopal barve NHA ekipe Montreal Wanderers, v sezoni 1915/16 pa je igral za največje rivale Wanderersov, ekipo Montreal Canadiens. S Canadiensi se je uvrstil tudi v finale Stanleyjevega pokala, v katerem je dosegel odločilni zadetek za slavje Canadiensov proti PCHA ekipi Portland Rosebuds.
Zatem se je javil v kanadsko vojsko, kar ga je za sezono 1916/17 postavilo v vrste 228. bataljona iz Toronta. Z 228. bataljonom je igral v ligi NHA vse do februarja 1917, ko so celotno ekipo poslali čez ocean na bojišče. Po vrnitvi v Kanado leta 1919 se Prodger ni želel javiti Quebec Bulldogsom, ki so si tedaj lastili njegove igralske pravice. Po več menjavah je nato pristal v novoustanovljenem NHL moštvu Toronto St. Patricks. Po eni sezoni v Torontu se je nato preselil v še eno NHL moštvo, Hamilton Tigers. V Hamiltonu je doživel svoje najuspešnejše strelske predstave, saj je v sezoni 1920/21 dosegel kar 21 zadetkov.
Pri Tigersih je ostal vse do konca sezone 1924/25, ko je klub po igralski stavki razpadel. Igralske pogodbe je odkupilo moštvo New York Americans, a se je Prodger namesto za selitev v New York odločil za konec svoje NHL kariere. Po eni sezoni premora se je nato pridružil Can-Pro ekipi London Panthers. Po sezoni 1926/27 je nato dokončno postavil hokejsko palico v kot. Eno sezono je vseeno še ostal pri Panthersih in jih vodil s klopi kot trener.

### Pregled igralske kariere
Odebeljeno - reprezentančni nastopi, glej tudi Statistika pri hokeju na ledu.
| Moštvo                   | Liga             | Sezona |    | Redni del | Redni del | Redni del | Redni del | Redni del | Redni del |   | Končnica | Končnica | Končnica | Končnica | Končnica | Končnica |
| ------------------------ | ---------------- | ------ | -- | --------- | --------- | --------- | --------- | --------- | --------- | - | -------- | -------- | -------- | -------- | -------- | -------- |
| Moštvo                   | Liga             | Sezona | OT | G         | P         | T         | +/-       | KM        | OT        | G | P        | T        | +/-      | KM       |          |          |
| London Athletics         | OHA-Ml.          | 08/09  |    |           |           |           |           |           |           |   |          |          |          |          |          |          |
| London Wingers           | OHA-Int.         | 09/10  |    |           |           |           |           |           |           |   |          |          |          |          |          |          |
| Waterloo Colts           | OPHL             | 10/11  |    | 16        | 9         | 0         | 9         |           |           |   | 1        | 0        | 0        | 0        |          |          |
| Quebec Bulldogs          | NHA              | 11/12  |    | 18        | 3         | 0         | 3         |           | 15        |   |          |          |          |          |          |          |
| Quebec Bulldogs          | Stanleyjev pokal | 11/12  |    |           |           |           |           |           |           |   | 2        | 0        | 0        | 0        | 0        | 0        |
| Victoria Aristocrats     | PCHA             | 12/13  |    | 15        | 6         | 0         | 6         |           | 21        |   |          |          |          |          |          |          |
| Victoria Aristocrats     | Ekshib.          | 12/13  |    | 3         | 1         | 0         | 1         |           | 2         |   |          |          |          |          |          |          |
| Quebec Bulldogs          | NHA              | 13/14  |    | 20        | 2         | 3         | 5         |           | 11        |   |          |          |          |          |          |          |
| Montreal Wanderers       | NHA              | 14/15  |    | 18        | 8         | 5         | 13        |           | 54        |   | 2        | 0        | 0        | 0        |          | 15       |
| Montreal Canadiens       | NHA              | 15/16  |    | 24        | 8         | 3         | 11        |           | 86        |   |          |          |          |          |          |          |
| Montreal Canadiens       | Stanleyjev pokal | 15/16  |    |           |           |           |           |           |           |   | 4        | 3        | 0        | 3        | 0        | 13       |
| 228. bataljon iz Toronta | NHA              | 16/17  |    | 12        | 16        | 3         | 19        |           | 30        |   |          |          |          |          |          |          |
|                          |                  |        |    |           |           |           |           |           |           |   |          |          |          |          |          |          |
| Toronto St. Patricks     | NHL              | 19/20  |    | 16        | 8         | 6         | 14        |           | 4         |   |          |          |          |          |          |          |
| Hamilton Tigers          | NHL              | 20/21  |    | 24        | 18        | 9         | 27        |           | 8         |   |          |          |          |          |          |          |
| Hamilton Tigers          | NHL              | 21/22  |    | 24        | 15        | 6         | 21        |           | 4         |   |          |          |          |          |          |          |
| Hamilton Tigers          | NHL              | 22/23  |    | 23        | 13        | 4         | 17        |           | 17        |   |          |          |          |          |          |          |
| Hamilton Tigers          | NHL              | 23/24  |    | 23        | 9         | 4         | 13        |           | 6         |   |          |          |          |          |          |          |
| Hamilton Tigers          | NHL              | 24/25  |    | 1         | 0         | 0         | 0         |           | 0         |   |          |          |          |          |          |          |
|                          |                  | 25/26  |    |           |           |           |           |           |           |   |          |          |          |          |          |          |
| London Panthers          | Can-Pro          | 26/27  |    | 16        | 1         | 0         | 1         |           | 10        |   |          |          |          |          |          |          |
| London Panthers          | Can-Pro          | 26/27  |    |           |           |           |           |           |           |   |          |          |          |          |          |          |
| Skupaj                   |                  |        |    | 253       | 117       | 43        | 160       |           | 268       |   | 9        | 3        | 0        | 3        | 0        | 28       |

## Nagrade
- 1909: član prvega moštva zvezd lige OHA-Ml.
- 1912: zmagovalec Stanleyjevega pokala, z moštvom Quebec Bulldogs.
- 1916: zmagovalec Stanleyjevega pokala, z moštvom Montreal Canadiens.
- 2009: sprejet v Londonski športni hram slavnih.